# Monica Evans
Monica Evans, née le 7 juin 1940 à Camberwell, est une actrice britannique principalement connue pour son rôle d'une des sœurs Pigeon, aux côtés de Carole Shelley, dans Drôle de couple, pièce de théâtre, film et série télévisée . Elle a aussi prêté sa voix à deux longs métrages de Walt Disney Pictures.

## Filmographie

### Au cinéma
- 1960 : Make Mine Mink
- 1965 : Be My Guest (1965)
- 1968 : Drôle de couple (The Odd Couple)
- 1970 : Les Aristochats (The Aristocats), Abigail
- 1973 : Robin des Bois (Robin Hood), Maid Marian

### À la télévision
- 1961 : You Can't Win
- 1961 : The Escape of R.D.7
- 1962-1963 : Compact
- 1960 : No Hiding Place (TV series 1964)
- 1970 : Cent filles à marier (Here Come the Brides)
- 1970 : Drôle de couple (The Odd Couple)